# Amit Tamir
Amit Yosef Tamir (in ebraico עמית תמיר‎?; Gerusalemme, 2 dicembre 1979) è un ex cestista e allenatore di pallacanestro israeliano.
Alto 210 cm, giocava come centro.

## Carriera sportivo
Con Israele ha disputato due edizioni dei Campionati europei (2007, 2009).

## Palmarès
- Campionato israeliano: 1

Hapoel Holon: 2007-08